# Bergwerk Saar
Das Bergwerk Saar war ein Steinkohlenbergwerk mit Hauptstandort (Seilfahrt und Kohleförderung sowie -aufbereitung) in Ensdorf sowie einem weiteren Standort (Seilfahrt) in Lebach-Falscheid im Landkreis Saarlouis. Es war das letzte aktive Bergwerk der RAG Deutsche Steinkohle AG im Saarland. Es entstand zum 1. Januar 2004 durch die Zusammenführung der beiden Bergwerke Warndt/Luisenthal und Ensdorf zu einer organisatorischen Einheit mit weiterhin zwei Förderstandorten. Am 17. Juni 2005 wurde am Standort Warndt/Luisenthal die Steinkohlenförderung eingestellt.
Nach einem Gebirgsschlag im Februar 2008 kam es zu einer heftigen öffentlichen Diskussion über die Zukunft des Saarbergbaus, auch vor dem Hintergrund des generellen Abbauendes für deutsche Steinkohle. Durch Bergwerksbetreiber und Politik wurde die Einstellung der Förderung im Bergwerk Saar Ende Juni 2012 beschlossen.

## Geschichte
Kohlenbergbau im Raum Ensdorf/Schwalbach ist für 1730 belegt; damals gewannen Bauern Kohlen ausgehender Flöze im Tagebau. 1815 kamen die hieraus entstanden Gruben Griesborn und Schwalbach in den Besitz des preußischen Bergfiskus, der die Steinkohlenflöze systematisch abbaute: Die Bergverwaltung ließ Tagesanlagen errichten und 1826 den ersten Tagesschacht (Schacht Schwalbach) im preußischen Teil des Saargebietes abteufen. Für den Absatz der Kohle spielte zunächst die Saarschifffahrt eine wichtige Rolle. Hierfür wurde 1842 mit dem Ensdorfer Stollen einen über zwei Kilometer langen Transportstollen zum Saarufer angelegt. 1857 wurde der Schacht Griesborn abgeteuft; er erhielt 1861 einen Anschluss an die Eisenbahnstrecke Saarbrücken–Trier. Hierdurch stiegen Förderung und Absatz sprunghaft an, so dass weitere Schächte abgeteuft wurden: Ensdorfer Schacht (1866), Ostschacht (1867, später nach dem saarländisch-französischen Marschall Michel Ney in Ney-Schacht umbenannt), Knausholzschacht (1873) und Wilhelmschacht (1877). 1910 wurde der Ensdorfer Stollen stillgelegt; 1913 wurde als neuer Hauptförderschacht der Saarschacht (später nach Jean Baptist Duhamel in Duhamelschacht umbenannt) angehauen. Ab 1936 wurde der Schacht Elm niedergebracht. Nach starken Beschädigungen im Zweiten Weltkrieg wurde die Förderung 1946 wieder aufgenommen. 1957 wurde aus den zusammengelegten Anlagen Duhamel und Griesborn das Bergwerk Ensdorf.
In den 1970er-Jahren standen die Schächte Duhamel (Teufe: 868 Meter), Ney (651 Meter), Elm (281 Meter) und Dilsburg (632 Meter) in Betrieb. Die Hauptfördersohle befand sich in 608 Meter Teufe; mehr als die Hälfte der abgebauten Flöze wies eine Mächtigkeit über drei Meter auf. Bis 1976 wurden alle Strebe auf Schildausbau umgestellt. Bedingt durch den Abbau in einem großen Gebiet bei nur wenigen Flözen waren in den 1970er-Jahren über 100 Kilometer offene Strecken vorhanden. Zwischen 1975 und 1978 entstand mit dem Barbarastollen ein 3.500 Meter langer Schrägschacht, der einen Höhenunterschied von 610 Metern überwindet. Der Barbarastollen diente der Förderung aus dem Nordfeld; hierzu wurde er mit einer Bandanlage ausgerüstet, die 1.400 Tonnen pro Stunde transportieren konnte. Ebenfalls in den 1970er-Jahren wurde der Nordschacht abgeteuft, der bis zum 13. Januar 1997 bis auf 1751 Meter weitergeteuft und an die 24. Sohle (1712 m Teufe) angeschlossen wurde. Der Nordschacht war noch über eine Hilfsfahranlage bis Mitte 2020 befahrbar, ist seitdem aber verfüllt. Der Schacht Duhamel wird derzeit auf Brunnenwasserhaltung umgebaut und verfüllt. Somit sind die Schächte Reden IV/V die letzten offenen Schächte an der Saar.

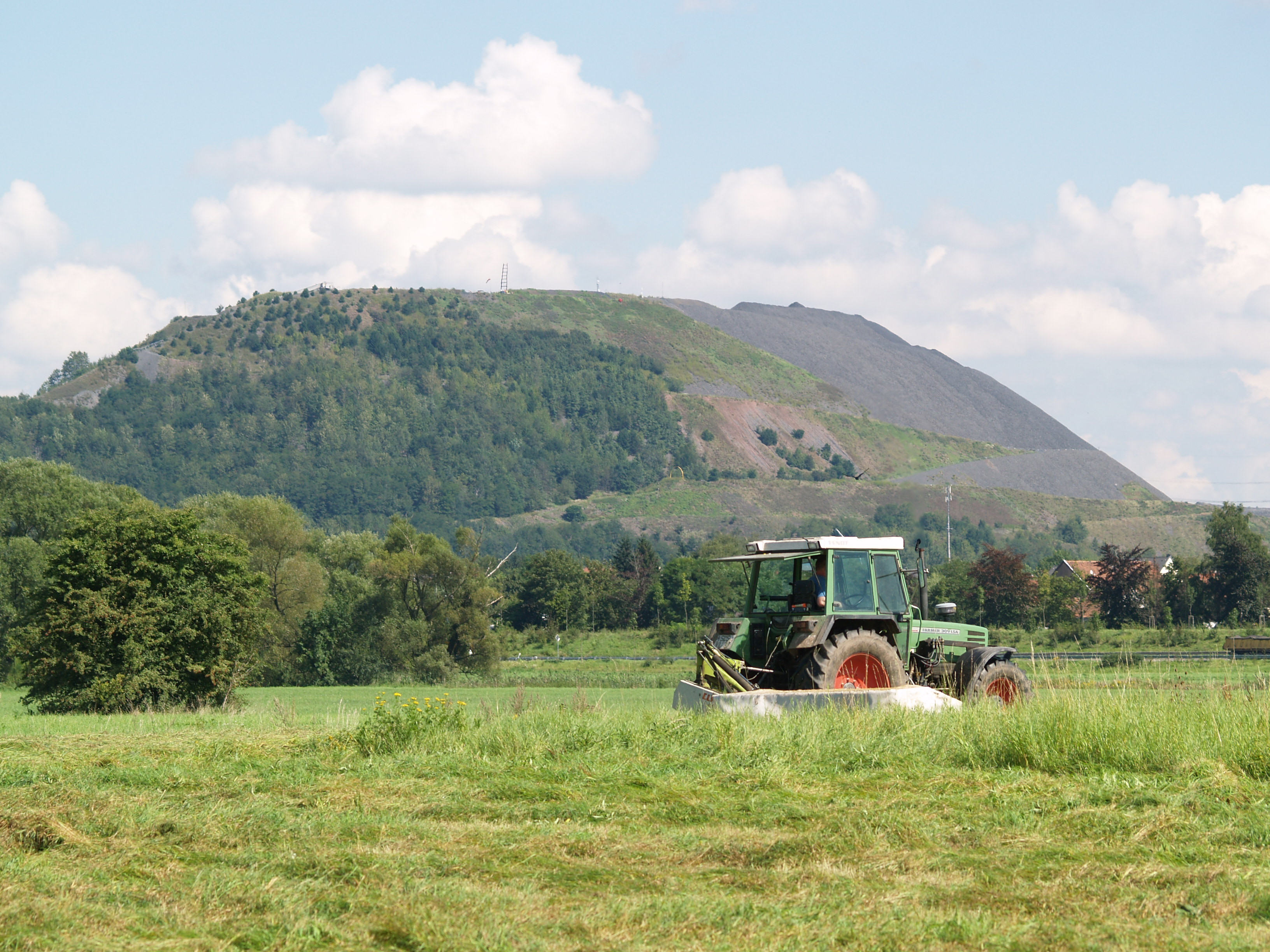
Bergehalde Ensdorf

Die Bergehalde des Bergwerks Saar beim Duhamel-Schacht in Ensdorf wird umgangssprachlich auch Mont Duhamel oder Monte Schlacko genannt. Sie ist mit einer ungefähren Höhe von 140 Metern die höchste des Saarlandes. Seit 2004 ist sie für die Öffentlichkeit begehbar und wird unter anderem von Gleitschirmfliegern genutzt. Im Jahre 2005 wurde auf ihr das Kunstprojekt Kunst auf der Halde ausgestellt, von dem jedoch nur wenige Ausstellungsstücke für die Dauer sein sollten. Dazu gehört die 15 Meter hohe Himmelsleiter, die jedoch in der Nacht zum 25. August 2011 von Unbekannten abgesägt worden ist. Nach dem Ende des Saarbergbaus 2012 wurde auf der Halde das 30 Meter hohe Saarpolygon, eine begehbare Skulptur aus Stahl erbaut und im September 2016 eröffnet.
Mit knapp 4000 Beschäftigten erwirtschaftete das Bergwerk Saar im Jahre 2006 einen Umsatz von rund 517 Millionen Euro. Im Jahre 2007 betrug die verwertbare Förderung rund 3,5 Millionen Tonnen Flammkohle. Die Tagesförderung lag bei durchschnittlich rund 14.400 Tonnen. Die Grube Ensdorf bzw. Saar zählte seit den 1970er Jahren zu den leistungsfähigsten Anlagen des westeuropäischen Steinkohlenbergbaus. Die Untertageleistung erreichte das Doppelte des europäischen Durchschnitts.
In die Schlagzeilen geriet das Bergwerk in den letzten Jahren durch bergbaubedingte Erderschütterungen. Nach einer schweren Erderschütterung der Stärke 4,0 auf der Richterskala am 23. Februar 2008 wurde von der saarländischen Landesregierung für das Bergwerk Saar ein Abbaustopp verfügt. Rund 3.600 Bergleute wurden seitens der RAG Aktiengesellschaft zunächst von der Arbeit freigestellt.
Als Reaktion beschloss der Aufsichtsrat der RAG Deutsche Steinkohle am 14. März 2008 das Ende der Förderung im Bergwerk Saar bis 2012. Bis dorthin sollte der Betrieb in reduzierter Form fortgeführt werden. Der Abbau im Feld Primsmulde Süd, der vermutlich der Auslöser für die Erschütterung vom 23. Februar 2008 war, sowie im Flöz Schwalbach sollte nicht mehr aufgenommen werden. Stattdessen sollte nur noch in den Flözen Grangeleisen und Wahlschied Steinkohle abgebaut werden. Dadurch reduzierte sich die Fördermenge auf ein Drittel der bisherigen. 3.000 Arbeitsplätze konnten so für die nächsten Jahre erhalten bleiben. Im Bebenjahr 2008 wurde nur noch rund 1 Million Tonnen Steinkohle gefördert, was einem Umsatz von mehr als 300 Millionen Euro entsprach.
Ende Juni 2012 endete die Steinkohleförderung im Bergwerk Saar und damit nach mehreren Jahrhunderten die Steinkohleförderung im Saarland. Ein Teil der Beschäftigten hat anschließend den untertägigen Rückbau der Anlagen sowie die Sicherung der Schächte übernommen. Weitere Beschäftigte, die zu jung für den Vorruhestand gewesen sind, wurden an die verbliebenen RAG-Standorte im Ruhrgebiet versetzt.

## Schächte

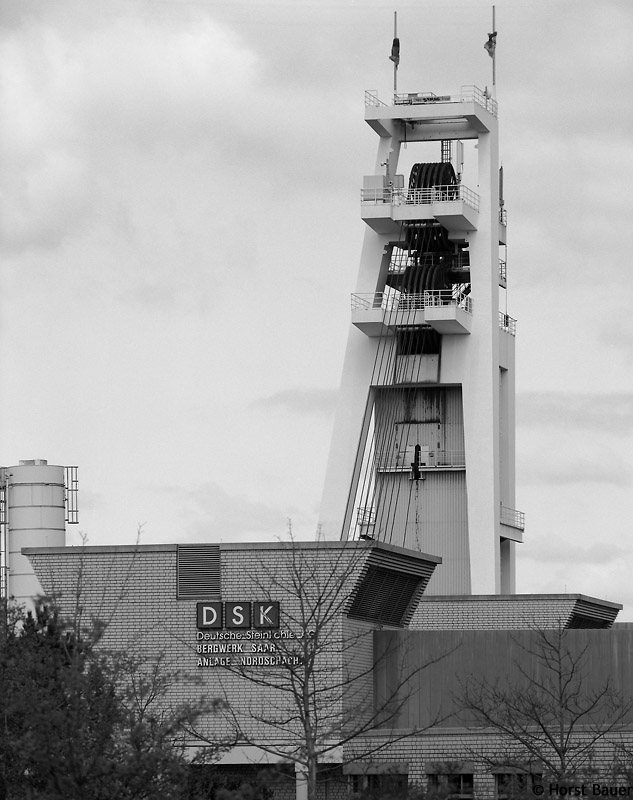
Der Nordschacht war bis Mitte 2012 der tiefste noch betriebene Schacht Europas.

- Duhamelschacht, Ensdorf (Seilfahrt sowie Materialbeförderung)
- Neyschacht, Schwalbach (ausziehender Wetterschacht und bis zur Inbetriebnahme des Nordschachts auch Seilfahrtsschacht)
- Nordschacht, Lebach-Falscheid (Hauptseilfahrt sowie Materialbeförderung)[8]
- Südschacht, Walpershofen (ausziehender Wetterschacht)
- Schacht Primsmulde, Nalbach (ausziehender Wetterschacht)
- Schrägschacht Barbara-Stollen, Ensdorf (Förderung von Kohle und Berge)